# الیزابت مرداک
الیزابت مرداک (انگلیسی: Elisabeth Murdoch؛ زادهٔ ۲۲ اوت ۱۹۶۸) سرمایه‌گذار، تهیه‌کننده تلویزیونی و تهیه‌کننده اجرایی اهل استرالیا است. وی دختر سرمایه‌دار رسانه‌ای روپرت مرداک است.
از فیلم‌ها یا مجموعه‌های تلویزیونی که وی در آن‌ها نقش داشته است، می‌توان به هکس اشاره نمود.